# テトラ (ペット用品メーカー)

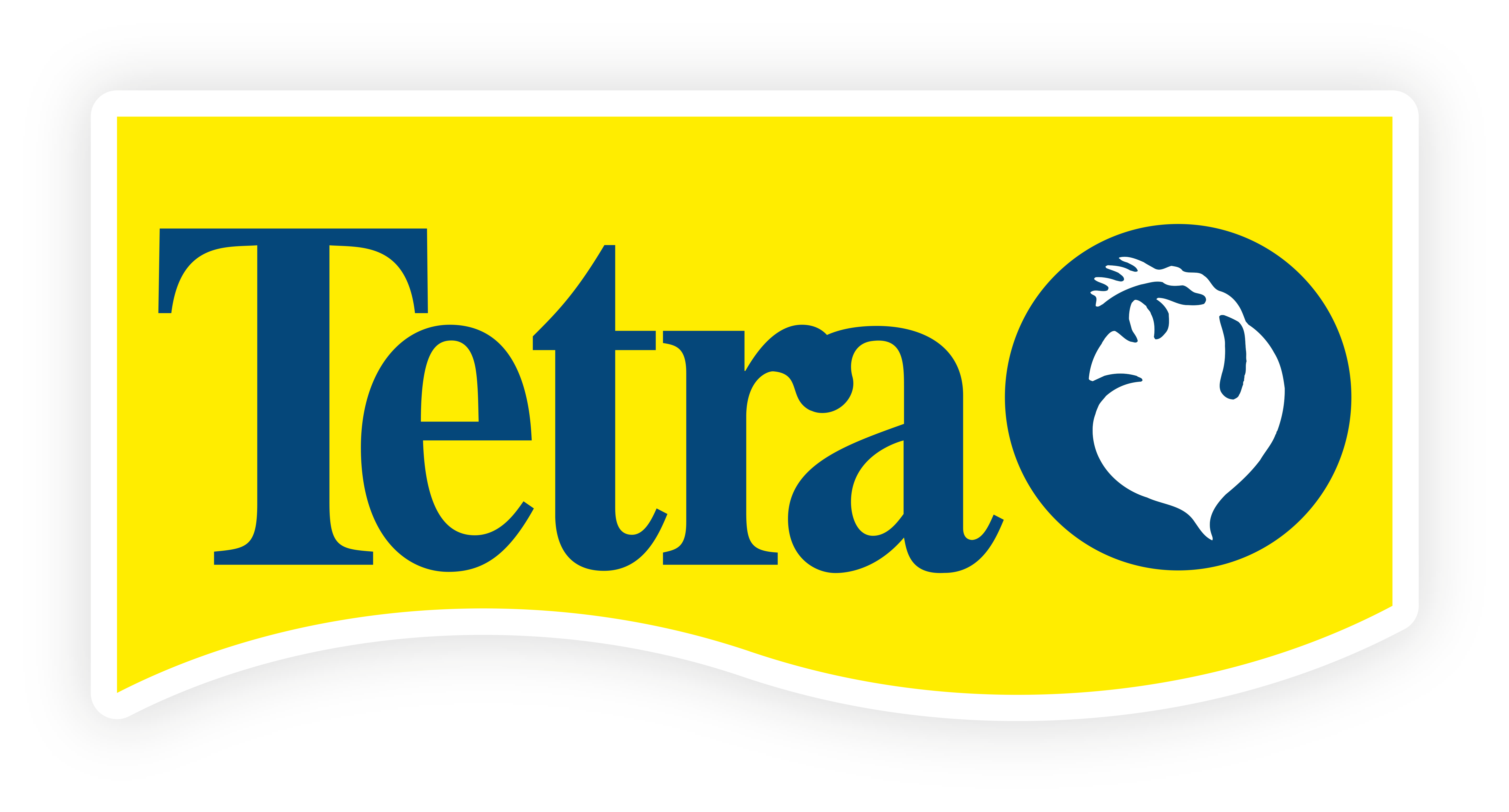
Tetra logo.

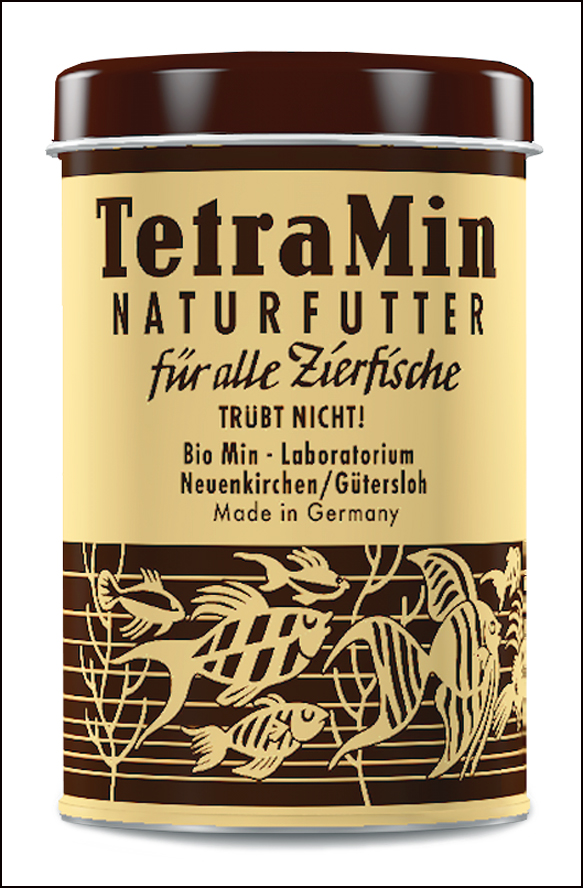
TetraMin.

テトラ（Tetra）とはドイツに本社を置くアクアリウム用品のメーカー及びそのブランド名。世界各地に進出し日本にもテトラジャパン株式会社として進出している（かつては買収元のワーナー・ランバート（現ファイザー）が日本法人（ワーナー・ランバート）のアクアリウム部門（テトラ・ベルケ）として展開）。
2013年12月1日に、テトラジャパン株式会社はペット用品拡充を図るために企業内再編を実施し、社名を「スペクトラムズブランドジャパン」に社名変更した。「Tetra」は観賞魚部門のブランドとして継続発売される。

## 主な製品
主力製品は「すべての金魚の主食」と謳う「テトラフィン」、メダカの「テトラキリミン」、「すべての熱帯魚の主食」と謳う、観賞魚用飼料である「TetraMin」（テトラミン）と外掛式フィルター「OTシリーズ」と「ATシリーズ」である。その他に専用水質調整剤や専用フィルター、専用水槽及び飼育セット、エアーポンプ、専用ヒーター、専用照明器具等も開発、販売している。また同じくドイツに拠点があるエーハイムとも関係が深い。
- 観賞魚用
  - フード（飼料）- 熱帯魚用汎用（TetraMin）、各種専用、補助用、留守番用、海水魚用、金魚用、川魚用、亀用
  - 水質調整剤 - 水質調整用品、浄水促進剤、PH調整剤、水草生長促進剤、藻類抑制剤、水質試験用品
  - フィルター･濾過器 - 外部式フィルター、外掛式フィルター、濾材、スポンジ式フィルター
  - 器具 - エアーポンプ、ヒーター、海水魚用関連用品、冷却ファン、殺菌灯、底砂、照明器具
  - 水槽･飼育セット
- 犬・猫・小動物用
  - フード（飼料）、トリーツ（おやつ）、サプリメント
  - しつけ、トレーニング・ケア
  - 消臭剤
  - ケージ

## 参照項目
- アクアリウム
- 熱帯魚用アクアリウムのメーカーの一覧